# Зений
Зений, Зенид (др.-греч. Ζῆνις) — персидский правитель Эолиды V века до н. э.
О Зении, родом из Дардании в Троаде, властителе Эолиды при персах, известно из сообщений Полиэна и Ксенофонта. В это время Эолида находилась под верховным начальством правителя Геллеспонтской Фригии Фарнабаза. Женой Зения была Мания, ставшая после смерти мужа от болезни его преемницей.